# Циклопс
Циклопсите (Cyclops strenuus) са вид челюстнокраки от семейство Cyclopidae.
Разпространени са в районите с умерен климат, като избягват температури на водата над 26 °C и се срещат често в малки водоеми в Централна Европа.

## Подвидове
- Cyclops strenuus abyssorum
- Cyclops strenuus corsicana
- Cyclops strenuus divergens
- Cyclops strenuus divulsus
- Cyclops strenuus gracilipes
- Cyclops strenuus lacustris
- Cyclops strenuus laevis
- Cyclops strenuus landei
- Cyclops strenuus mauritaniae
- Cyclops strenuus mediana
- Cyclops strenuus ochridanus
- Cyclops strenuus paternonis
- Cyclops strenuus praealpinus
- Cyclops strenuus resiae
- Cyclops strenuus sevani
- Cyclops strenuus sibiricus
- Cyclops strenuus strenuus
- Cyclops strenuus tatricus
- Cyclops strenuus vranae